# السماء بإمكانها الانتظار (فلم 1978)
السماء بإمكانها الانتظار  (بالإنجليزية: Heaven Can Wait) هو فيلم كوميدي تم إنتاجه في الولايات المتحدة وصدر في سنة 1978. الفيلم من إخراج وارن بيتي.

## بطولة
- وارن بيتي
- جولي كرستي

## الميزانية والإيرادات
بلغت تكلفة إنتاج الفيلم حوالي 15 مليون دولار بينما حقق أرباحا تقدر بـ 98,800,000 دولار.

## وصلات خارجية
- مقالات تستعمل روابط فنية بلا صلة مع ويكي بيانات

1. ↑  "AFI's 10 Top 10 Ballot" (PDF). مؤرشف من الأصل (PDF) في 2018-09-28. اطلع عليه بتاريخ 2012-12-12.
2. ↑  "YouTube". YouTube. مؤرشف من الأصل في 2015-07-12. اطلع عليه بتاريخ 2010-12-20.
3. ↑  Box Office Information for Heaven Can Wait.The Wrap. Retrieved April 4, 2013. "نسخة مؤرشفة". مؤرشف من الأصل في 2017-08-20. اطلع عليه بتاريخ 2017-12-17.{{استشهاد ويب}}:  صيانة الاستشهاد: BOT: original URL status unknown (link)